# Амран (місто)
Амран (араб. عمران) — місто в Ємені. Розташовано у північно-західній частині країни, за 48 км від Сани, на дорозі, що веде зі столиці країни до міста Саада. Адміністративний центр однойменної мухафази. Населення за даними перепису 2004 року становить 76 863 особи; дані на 2012 рік повідомляють про населення 90 792 особи.
Старе місто розташоване на невеликому пагорбі, він оточений стінами, а всі будинки тут побудовані з цегли-сирцю, що, втім, традиційно для посушливих регіонів країни. Сучасне місто розташоване за межами міських стін. У 2004 році Амран був місцем зіткнення між урядовими військами і повстанцями з місцевого племені Хуті.